# Biuro Interwencyjne KSS „KOR”
Biuro Interwencji KSS „KOR” (BI KSS „KOR”) – struktura Komitetu Samoobrony Społecznej „KOR” powołana 9 maja 1977, zadaniem której była rejestracja wszystkich przypadków łamania praw człowieka przez władze PRL, niesienie pomocy represjonowanym i poszkodowanym przez działania władz. Prowadzone przez Zbigniewa i Zofię Romaszewskich. Od czasu rozwiązania KOR-u w 1981 funkcjonowało jako Biuro Interwencji.
W działalności biura brali udział między innymi: Lech Kaczyński, Jarosław Kaczyński, Jan Krzysztof Kelus, Jacek Kuroń, Jan Józef Lipski i Jan Lityński.